# Mårum Sogn
Mårum Sogn er et sogn i Frederiksværk Provsti (Helsingør Stift).
I 1800-tallet var Mårum Sogn anneks til Græsted Sogn. Begge sogne hørte til Holbo Herred i Frederiksborg Amt. Græsted-Mårum sognekommune blev ved kommunalreformen i 1970 delt: Græsted blev indlemmet i Græsted-Gilleleje Kommune, og Mårum blev indlemmet i Helsinge Kommune. Begge storkommuner indgik i Gribskov Kommune ved strukturreformen i 2007.
I Mårum Sogn ligger Mårum Kirke.
I sognet findes følgende autoriserede stednavne:
- Allikebakke (bebyggelse)
- Bredeland (bebyggelse)
- Ejlstrup (bebyggelse)
- Ejlstrup By (bebyggelse, ejerlav)
- Græsted Præstemark (bebyggelse)
- Harager Hegn (areal, ejerlav)
- Holgerskøb (bebyggelse, ejerlav)
- Kagerup (bebyggelse)
- Kagerup By (bebyggelse, ejerlav)
- Kagerup Huse (bebyggelse, ejerlav)
- Katteknøs (bebyggelse)
- Mårum (bebyggelse)
- Mårum By (bebyggelse, ejerlav)
- Mårum Tinghuse (bebyggelse, ejerlav)
- Nellerød (bebyggelse)
- Nellerød By (bebyggelse, ejerlav)
- Ravnebjerg (bebyggelse)
- Ryet (bebyggelse)
- Skov Børstrup (bebyggelse)
- Tibberup (bebyggelse, ejerlav)
- Ørbæk (bebyggelse)